# 아오이데
그리스 신화에서 아오이데 /eɪˈiːdiː/ (고대 그리스어: Ἀοιδή, Aoidē)는 그리스 신화의 여신으로 '옛 무사'라고도 불리는 3주의 무사 중 하나이다. 다른 여신은 멜레테와 므네메이다.